# Јуче рођена (филм из 1950)
Јуче рођена је амерички филм из 1950. који је режирао Џорџ Кјукор. Главне улоге играју: Џуди Холидеј, Бродерик Крофорд и Вилијам Холден.

## Улоге
| Глумац           | Улога                   |
| ---------------- | ----------------------- |
| Џуди Холидеј     | Ема „Били“ Дон          |
| Бродерик Крофорд | Хари Брок               |
| Вилијам Холден   | Пол Верал               |
| Хауард Сент Џон  | Џим Девери              |
| Френк Ото        | Еди                     |
| Лари Оливер      | конгресман Норвал Хеџиз |
| Барбара Браун    | госпођа Хеџиз           |
| Грандон Роудс    | Санборн                 |
| Клер Карлтон     | Хелен                   |